# 이반 시도렌코
이반 미하일로비치 시도렌코(러시아어: Ива́н Миха́йлович Сидоре́нко; 1919년 9월 12일 – 1994년 2월 19일)는 붉은 군대 장교이자 소비에트 연방영웅으로, 제2차 세계 대전 중에 복무했다. 500명의 확인된 사살 기록을 세운 그는 전쟁 중 최고의 소련 저격수 중 한 명이자 역사상 가장 치명적인 저격수 중 한 명이었다.

## 생애
러시아 스몰렌스크주 글린콥스키군의 농민 가정에서 태어난 시도렌코는 10학년까지 학교를 다녔고, 나중에 모스크바 남동쪽 펜자의 펜자 미술 대학에서 공부했다. 1939년, 그는 대학을 중퇴하고 크림반도의 심페로폴 군사 보병 학교에서 훈련을 받기 위해 붉은 군대에 징집되었다.

### 대조국전쟁
1941년, 그는 모스크바 공방전에 박격포 중대의 소위로 참전했다. 전투 중에 그는 저격 기술을 독학하는 데 많은 시간을 보냈다. 적군 병사 사냥에 성공하자 시도렌코의 지휘관들은 그에게 시력, 무기 지식, 그리고 지구력이 뛰어난 다른 병사들을 훈련시키라고 명령했다. 그는 먼저 이론을 가르친 다음, 천천히 그들을 전투 임무에 데리고 나갔다. 독일군은 곧 시도렌코와 그의 부하들이 야기하는 새로운 위협에 맞서기 위해 시도렌코의 작전 지역에 자체 저격수를 배치하기 시작했다.
시도렌코는 제1122 소총연대 본부의 보좌관이 되어 1st Baltic Front의 일원으로 싸웠다. 그는 주로 지도를 했지만, 가끔 전투에도 참여하여 훈련생 중 한 명을 데리고 나갔다. 이 중 한 번의 원정에서 그는 소이탄을 사용하여 전차 한 대와 트랙터 세 대를 파괴했다. 그러나 그는 여러 번 부상을 입었으며, 가장 심각한 부상은 1944년 에스토니아에서 입었다. 이 부상으로 인해 그는 전쟁이 끝날 때까지 입원해 있었다. 이 부상에서 회복하는 동안 시도렌코는 1944년 6월 4일 소비에트 연방영웅 칭호를 수여받았으며, 이후 상부로부터 귀중한 저격수 훈련관이었기 때문에 다시 전투에 참여하는 것이 금지되었다.
전쟁이 끝날 무렵, 그는 500명의 확인된 사살 기록을 세웠고, 250명 이상의 저격수를 훈련시켰다. 소령 계급을 받은 그는 제2차 세계 대전에서 가장 성공적인 소련 저격수였으며, 망원 조준경이 장착된 러시아 모신나강 소총을 사용했다.

### 전후 삶
전쟁이 끝난 후 그는 붉은 군대에서 은퇴하고 우랄산맥의 첼랴빈스크주에 정착하여 탄광의 감독으로 일했다. 1974년 그는 캅카스의 다게스탄 공화국으로 이주했다. 그는 1994년 2월 19일 다게스탄 키즐랴르에서 사망했다.

## 소련 문서
1942년 12월 31일, 적성 훈장 수여 문서:

 [...] т. Сидоренко несколько раз участвовал в боях, где показал смелость и геройство. Находясь в обороне он истребил 129 фрицев и в то же время подготовил двух учеников-снайперов, у которых на счету 71 истребленный фриц. [...]
 [...] 시도렌코 동지는 여러 차례 전투에 참여하여 용기와 영웅심을 보였습니다. 방어 중 그는 129명의 프리츠를 사살했으며 동시에 71명의 프리츠를 사살한 두 명의 견습 저격수를 훈련시켰습니다. [...]
— TsAMO, f. 33, op. 682526, d. 197틀:&nbsp

제1122 소총연대 전황 일지, 130쪽, 1943년 5월 1일:

 [...] Лучшему снайперу полка капитану Сидоренко уничтожившему 349 немцев, сего дня представили к присвоению звания героя Советского Союза. Тов. Сидоренко неоднократно участвовал в боях совместно с полком, был 8 раз ранен, своим личным примером увлекал бойцов в рукопашную схватку с врагом. В бою за дер. Шитики тов. Сидоренко первым ворвался в деревню и гранатами  уничтожил ДЗОТ пр-ка со станковым пулеметом и расчетом. Бойцы и командиры нашего полка в суровой фронтовой  обстановке отметили великий праздник всего советского народа. Знатные снайпера полка за день уничтожили 15 фашистов. Из них: Сидоренко - 4, Тищенко - 3, Мирзоян - 3 и другие. [...]
 [...] 349명의 독일군을 사살한 연대 최고의 저격수 시도렌코 대위가 오늘 소비에트 연방영웅 칭호 수여 후보로 추천되었습니다. 시도렌코 동지는 연대와 함께 여러 차례 전투에 참여했습니다. 그는 8번 부상을 입었습니다. 개인적인 모범으로 병사들을 적과의 백병전으로 이끌었습니다. 시티키 마을 전투에서 시도렌코 동지는 마을에 처음으로 진입하여 수류탄으로 기관총과 사수가 있는 적의 토치카를 파괴했습니다. 우리 연대의 병사들과 지휘관들은 혹독한 전선 상황에서 모든 소련 인민의 위대한 명절을 기념했습니다. 연대의 저명한 저격수들은 오늘 15명의 파시스트를 사살했습니다. 그중: 시도렌코 - 4명, 티쉬첸코 - 3명, 미르조얀 - 3명 등. [...]
— TsAMO, f. 7788, op. 9137, d. 1틀:&nbsp